# Propoliopsis
Propoliopsis is een monotypisch geslacht in de familie Stictidaceae. Het bevat alleen de soort Propoliopsis arengae.